# Joseph N. Dolph
Pour les articles homonymes, voir Dolph.
Joseph Norton Dolph (19 octobre 1835 – 10 mars 1897) est un homme politique américain qui fut élu sénateur au Congrès des États-Unis pour l'Oregon de 1883 à 1895 en tant que républicain.

## Biographie
Joseph Norton Dolph est né le 19 octobre 1835 à Dolphsburg dans l'État de New York. Il étudie le droit et est admis au barreau en 1861. En 1862, il s'engage dans l'« Oregon Escort », une compagnie vise à protéger des Amérindiens les colons partant s'installer en Oregon. Il s'installe alors à Portland avant de siéger au Sénat de l'Oregon en 1866, 1868, 1872 et 1874. Dolph est ensuite élu au Sénat des États-Unis en 1882 sous les couleurs du Parti républicain et occupe ce poste jusqu'en 1895.
Il meurt le 10 mars 1897 à Portland.